# Festival Internacional de la Cançó de Sopot
El Festival Internacional de la Cançó de Sopot, o Sopot Festival, és un certamen musical que se celebra a Sopot (Polònia). Juntament amb el Festival Nacional de la Cançó d'Opole, és el festival de música més important de Polònia.

## Història
El creador del festival va ser Władysław Szpilman, qui ho va engegar juntament amb la ràdio polonesa. Entre 1977 i 1980, aquest festival va ser reemplaçat pel Festival de la Cançó d'Intervisió, que va mantenir la seva seu en Sopot, i més tard va tornar a la fórmula original. A diferència del Festival de la Cançó d'Eurovisió, Sopot ha realitzat diversos canvis al llarg de la seva història i ha estat obert a altres nacions que no formaven part dels països soviètics o d'Europa. A més, ha inclòs les actuacions d'artistes convidats famosos.
El certamen va començar a perdre popularitat en els anys 1980 i en la dècada de 1990 va sofrir una greu crisi d'audiència que el va portar fins i tot a la vora de la desaparició, quan la TVP (televisió pública polonesa) va deixar d'organitzar el concurs i va mantenir només el festival musical amb cantants famosos a partir de 1999. L'organització de Sopot, poc convençuda amb les últimes retransmissions de la TVP, va decidir cedir els drets del festival en 2005 a l'emissora privada TVN, que va mostrar el seu interès a recuperar el concurs i l'organització del festival.
El Festival de Sopot és considerat com un dels festivals musicals més importants del continent europeu juntament amb els de Eurovisió i Sanremo.

## Guanyadors
1961-1973: Premi a la millor cançó
- 1961  Suïssa: Jo Rolland (Nous Deux)
- 1962  Grècia: Jeanne Yovanna (Ti Krima)
- 1963  Unió de Repúbliques Socialistes Soviètiques: Tamara Miansarova (Pust vsiegda budiet solnce) i  França: Simone Langlois (Toi et ton sourire)
- 1964  Grècia: Nadia Constantinoupoulou (Je et remercie mon cœur)
- 1965  Canadà: Monique Leyrac (Mon pays)
- 1966  Estats Units: Llana Cantrell (I'm all smiles)
- 1967  Polònia: Dana Lerska (Po prostu jestem)
- 1968  Polònia: Urszula Sipińska (Po ten kwiat czerwony)
- 1969  Suïssa: Henri Dès (Maria Consuella). Aquest any, Espanya va guanyar el tercer premi d'interpretació i el premi especial del públic per l'actuació de Conchita Bautista i el Gran Premi del Disc per l'actuació de Michel.[3]
- 1970  Canadà: Robert Charlebois (Ordinaire)
- 1971  Regne Unit: Samantha Jones (He Moves Me)
- 1972  Polònia: Andrzej Dąbrowski (Do zakochania jeden krok) i  Unió de Repúbliques Socialistes Soviètiques: Lev Leshenko - (Ja ne byl z nim znakom)
- 1973  Regne Unit: Tony Craig (Can You Feel It i I Think Of You baby)

1974-1976: Gran premi del disc
- 1974  Finlàndia: Marion Rung (entre diverses cançons)
- 1975  Regne Unit: Glen Weston (entre diverses cançons)
- 1976  Unió de Repúbliques Socialistes Soviètiques: Irina Ponarovskaya (entre diverses cançons)

1977-1980: Festival de la Cançó d'Intervisió
(Entre 1981 i 1983, no es va celebrar el Festival).
1984-1987: Festival musical de Sopot
- 1984  Polònia: Krystyna Giżowska (Blue Box)
- 1985  Suècia: Herreys (Summer Party)
- 1986  Estats Units: Mary Getz (Hero Of My Heart)
- 1987  RDA: Double Take (Rockola)

1988-1990: Disc d'Or
- 1988  Estats Units: Kenny James (The Magic In You)
- 1989  Noruega: Dance With The Strangers (entre diverses cançons)
- 1990  Polònia: Lora Szafran (Złi chłopak i Trust Me At Once)

1991-actualitat: Festival musical de Sopot
- 1991  Letònia: New Moon (entre diverses cançons)
- 1992  Àustria: Mark Andrews (entre diverses cançons)
- 1993  Lituània: Arina (Rain Is Coming Down)
- 1994  Polònia: Varius Manx (Zanim zrozumiesz)
- 1995  Polònia: Kasia Kowalska (Jak rzecz i A to co mam)
- 1996 Només es va celebrar el festival, no va haver concurs
- 1997  Països Baixos: Total Touch (Somebody Else's Lover)
- 1998  Itàlia: Alex Baroni (Male che fa male)

(Entre 1999 i 2004, no es va celebrar el concurs, solament el Festival).
Tenint en compte només els guanyadors per vot del públic:
- 2005  Polònia: Andrzej Piaseczny (Z głębi duszy) -només va haver cantants polonesos en aquest Festival-
- 2006  Regne Unit: Mattafix (Big City Life)
- 2007  Polònia: Feel (A gdy dj.ż jest ciemno)
- 2008  Suècia: Oh Laura (Release em)
- 2009  Austràlia: Gabriella Cilmi (Sweet about me)

(En 2010 i 2011, no es va celebrar el Festival).
- 2012  Suècia: Eric Saade (Hotter than fire)
- 2013  França: Imany (You Will Never Know)
- 2014  Polònia: Ewa Farna (Cicho)

(Entre 2015 i 2017, no es va celebrar el Festival).
- 2018  Rússia: Michail (Who You Are)

## Guanyadors per país
| Victòries | País           | Anys                                                              |
| --------- | -------------- | ----------------------------------------------------------------- |
| 11        | Polònia        | 1967, 1968, 1972*, 1979, 1984, 1990, 1994, 1995, 2005, 2007, 2014 |
| 4         | Unió Soviètica | 1963*, 1972*, 1976, 1978                                          |
| 4         | Regne Unit     | 1971, 1973, 1975, 2006                                            |
| 3         | Estats Units   | 1966, 1986, 1988                                                  |
| 3         | Suècia         | 1985, 2008, 2012                                                  |
| 2         | Grècia         | 1962, 1964                                                        |
| 2         | França         | 1963*, 2013                                                       |
| 2         | Canadà         | 1965, 1970                                                        |
| 2         | Suïssa         | 1961, 1969                                                        |
| 2         | Finlàndia      | 1974, 1980                                                        |
| 1         | Àustria        | 1992                                                              |
| 1         | Itàlia         | 1998                                                              |
| 1         | Txecoslovàquia | 1977                                                              |
| 1         | Alemanya       | 1987                                                              |
| 1         | Letònia        | 1991                                                              |
| 1         | Lituània       | 1993                                                              |
| 1         | Països Baixos  | 1997                                                              |
| 1         | Noruega        | 1989                                                              |
| 1         | Austràlia      | 2009                                                              |

## Estrelles del Festival de Sopot
El Festival de Sopot compta amb la presència d'altres artistes famosos fora de concurs, que són el reclam principal per a l'audiència inclús per davant del concurs. Aquests són:
- 1964: Nadia Constantinoupoulou, Karel Gott
- 1966: Angela Zilia
- 1968: Zsuzsa Koncz
- 1969: Karel Gott, Muslim Magomajew
- 1977: Helena Vondráčková
- 1978: Drupi, Pussycat, The Temptations
- 1979: Demis Roussos, Boney M
- 1984: Charles Aznavour
- 1986: Bonnie Tyler
- 1988: Kim Wilde, Sabrina
- 1989: Savage, Blue System, C. C. Catch
- 1990: Ronnie Hawkins, Duo Datz, Erasure, Victor Lazlo, Curiosity Killed The Cat
- 1991: Dannii Minogue, Johnny Hates Jazz, Technotronic, Deacon Blue, Alison Moyet, Aztec Camera, OMD, Bros, Jimmy Somerville
- 1992: Kim Wilde, Bobby Kimbell, Sonia, Marillion, Simone Angel
- 1993: Boney M, La Toya Jackson, Marc Almond, Helena Vondráčková, Jiří Korn
- 1995: Chuck Berry, Vanessa Mae, Annie Lennox
- 1996: The Kelly Family, Vaya Con Dios, Deep Forest, La Bouche
- 1997: Khadja Nin, Alexia, Secret Garden, Boyz II Men
- 1998: The Corrs, Chris Rea, Tanita Tikaram, Ace of Base, Era
- 1999: Lionel Richie, Whitney Houston
- 2000: Bryan Adams
- 2001: Goran Bregović, Lou Bega, UB40
- 2002: Zucchero, Garou
- 2003: Björk, Ricky Martin
- 2004: In-Grid, Kate Ryan, Patricia Kaas
- 2005: Patrizio Buanne, Lemar, Gordon Haskell, Scorpions, Simply Red, Bonnie Tyler, Blondie
- 2006: Katie Melua, Elton John, Karel Gott, Helena Vondráčková, Demis Roussos, Drupi
- 2007: Norah Jones, Village People, Gloria Gaynor, Hot Chocolate, Kool & The Gang, Sister Sledge, Mattafix
- 2008: Sabrina, Samantha Fox, Kim Wilde, Limahl, Thomas Anders.